# تریلنتیک کپیتال
تریلنتیک کپیتال (انگلیسی: Trilantic Capital) شرکت سرمایه‌گذاری آمریکایی است، که در سال ۲۰۰۹ تأسیس شد.